# Dja-et-Lobo
Dja-et-Lobo ist ein Département der Region Sud in Kamerun.
Auf einer Fläche von 19.911 km² leben nach der Volkszählung 2001 173.219 Einwohner. Die Hauptstadt des Bezirks ist Sangmélima, wo etwas mehr als ein Drittel der Gesamtbevölkerung lebt.

## Gemeinden
1. Bengbis
2. Djoum
3. Meyomessala
4. Meyomessi
5. Mintom
6. Oveng
7. Sangmélima
8. Zoétélé